# 野崎健輔

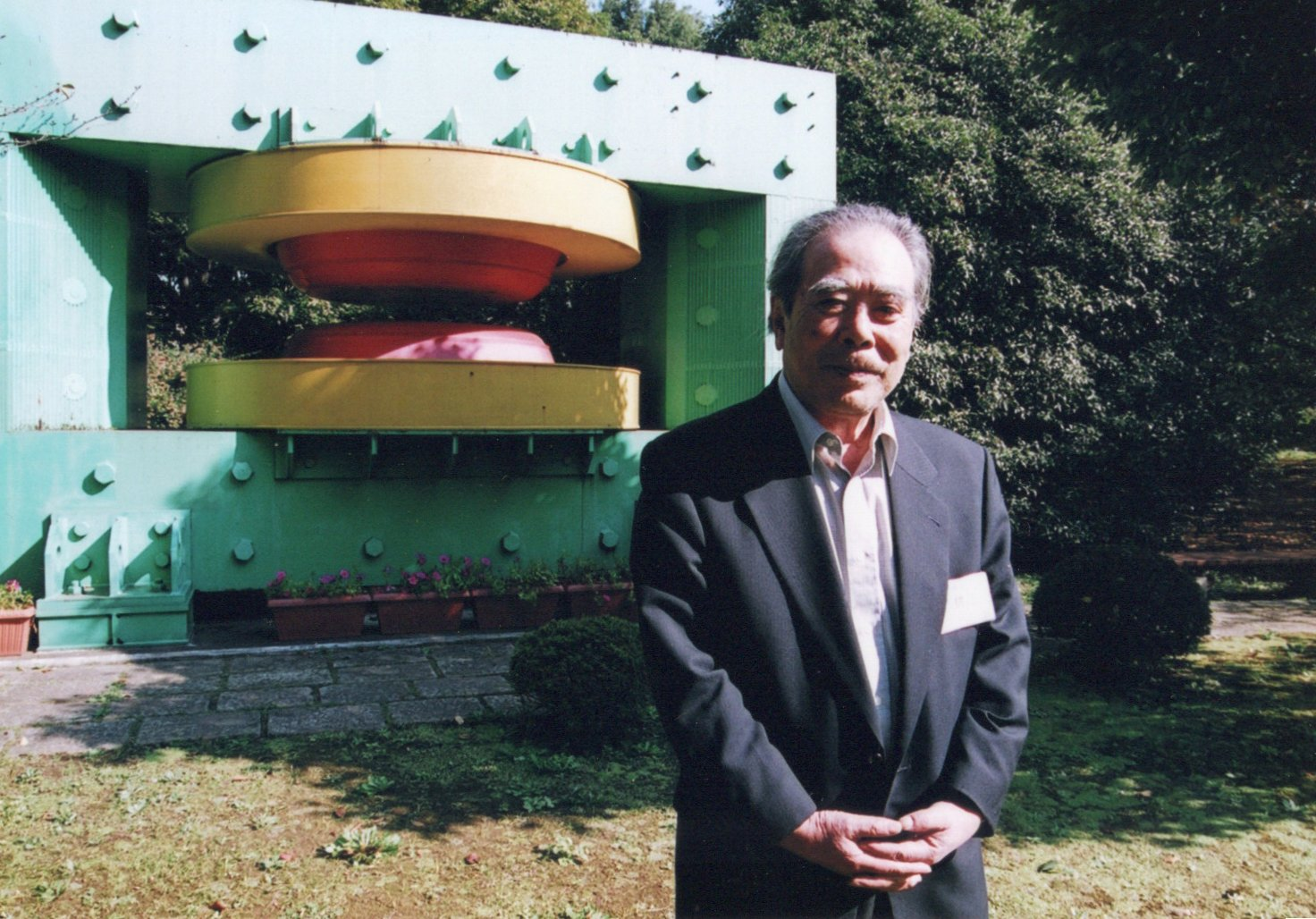
理化学研究所での野崎（2010年）

野﨑 健輔（のざき けんすけ、1931年10月23日 - 2020年9月25日 ）は、日本の記録映像作家。
島根県安来市伯太町出身。

## 人物
1952年より新理研映画で劇場用ニュース映画「毎日世界ニュース」、1956年には中日映画社に移り「中日ニュース」のそれぞれ企画、取材に従事する。
1960年、『泥海の悲劇 - 伊勢湾台風の記録』を初演出。中日映画社ではニュース部長、短編部長をつとめながら監督、その後三和映画社の代表取締役を経て、1975年よりフリー。
フリーとなってからはRKB映画社、山陽映画などと契約して秀作を生み、受賞も数多い。『鬼すべ』(1983年)と『架ける』(1987年)でキネマ旬報文化映画ベスト・ワン、前者は芸術祭大賞を受賞。『海底炭鉱に生きる』(1983年)で第31回毎日映画コンクール教育文化映画賞を受賞。著書に『ある鋳物職人の七十七年』がある。

## 作風
ニュース映画の企画・取材から出発して記録映画の演出に転じ、第1作はニュース種の『泥海の悲劇ー伊勢湾台風の記録』である。ついで東北地方の地誌を題材として数本を演出し、1979年『大型架線・22万ボルト新鹿児島線』を作ったころから建設工事の記録を手がけることが多くなり、このジャンルに秀作がいくつもある。『海峡に架ける・50万ボルト関門連系線』(1980年)、『ヘドロに築く大型基礎ー22万ボルト・木佐木線』(1987年)は共に困難な工事の建設過程を一般の観衆にもわかりやすく、しかも科学的な正確さを保ちながら親しめる工事記録映画としている点に特徴があり、『風船と無停電工法・超高圧変電所のGW撤去』(1984年)には一脈のユーモラス効果まで描き出している。この工事建設記録の系統はついに1987年の『架けるー本四橋児島・坂出ルート大ブロック架設の記録』につながってくる。鉄やコンクリートや巨大な機械から電気など、それ自身は動きを持たない被写体を相手に、工事に従事する人々の作業、周囲の風物、そして巧みな線画を加えながら、いつも映像としてのリズムを持っているのが彼の作品の長所である。しかし彼は建設記録だけに目を向けているわけではない。『神宝の島』(1980年)では玄界灘の児島沖の島で発掘された古代遺跡の研究を取材し、古い日本人の朝鮮半島や中国から受け取った文化をさぐり、日本人の祭祀・信仰の原型と変化を示唆している。また『鬼すべ』(1983年)は太宰府天満宮に伝承されている古来の祭りと儀礼の現在の形を正確に記録した映画である。

## 主な監督作品・受賞歴

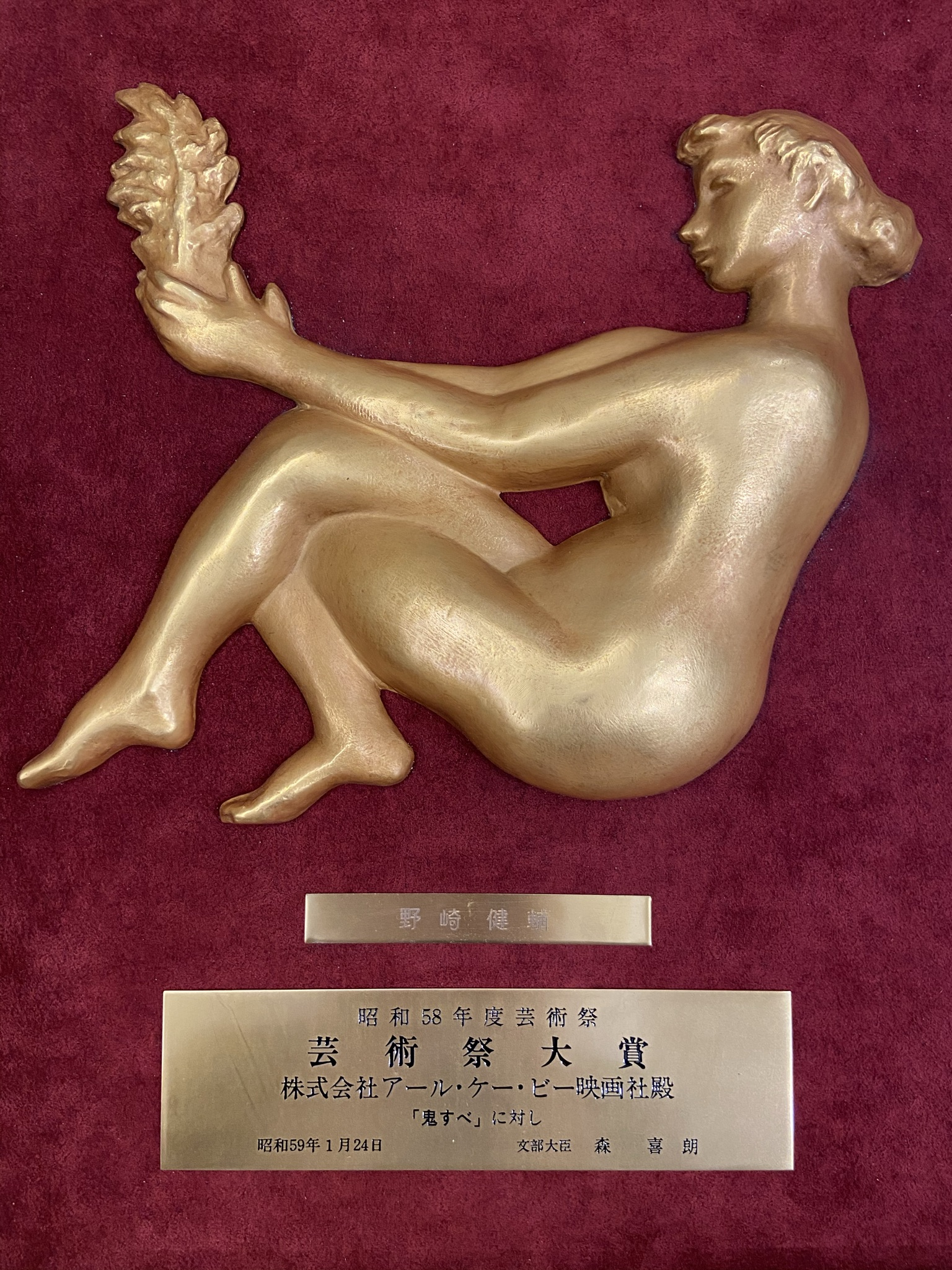
昭和58年度芸術祭大賞「鬼すべ」

- 『泥海の悲劇ー伊勢湾台風の記録ー』(1960年)
- 『下北半島の魅力』(1962年)　昭和45年度観光映画コンクール 最優秀賞（三和映画社）
- 『十和田』(1963年)　日本観光協会 奨励賞（中日映画社）
- 『近江の文化財』(1964年)
- 『闘魂ーシンザン号の記録ー』(1966年)（中日映画社）
- 『いわてを訪ねて』（1966年）　日本観光協会主催コンクール 奨励賞（中日映画社）
- 『「純血」サラブレッドの記録』(1966年)
- 『サラブレッド』(1966年)
- 『日本うま物語ー馬の文化史ー』(1968年)
- 『下北半島の魅力』(1970年)　文部省推薦・日本観光協会観光映画コンクール 最優秀賞(三和映画社）
- 『津軽ーその自然と民芸ー』(1971年)　日本観光協会・日本国有鉄道・日本交通公社主催観光映画コンクール 最優秀賞（三和映画社）
- 『樹海第1部・北国の森林－その生い立ちといとなみ』(1972年)　第11回産業映画コンクール 文部大臣賞/第29回東京都教育映画コンクール高等学校教材映画部門 銀賞（三和映画社）
- 『樹海第2部・天然林を育てる』(1972年)　優秀教育映画選奨職能教育部門 最優秀賞/第29回東京都教育映画コンクール職業教育映画部門 銀賞（三和映画社）
- 『小湊のオオハクチョウ』(1973年)　第29回東京都教育映画コンクール一般教養映画部門 銀賞（三和映画社）
- 『ハスの実の夏』(1974年)　　第16回日本産業映画コンクール広報映画・技術記録映画2部門入賞（RKB映画社）
- 『超低温の基地』（1977年）　第16回日本産業映画コンクール広報映画・技術記録映画2部門入賞（RKB映画社）
- 『セントウルへの道』（1977年）　芸術祭優秀賞（中日映画社）
- 『母馬物語　サラブレッドの母系』(1978年)
- 『大型架線・22万ボルト新鹿児島線』(1979年)
- 『海峡に架ける・50万ボルト関門連系線』(1980年)　第18回日本産業映画大賞（RKB映画社）
- 『神宝の島』(1980年)
- 『自然をはかる・環境アセスメント』(1980年)
- 『小さな牧場の物語』(1982年)(中日映画社)
- 『コ・ストラクシステムーよりよい医学のためにー』(1982年)
- 『海底炭鉱に生きるー池島からの報告ー』(1983年)　毎日映画コンクール 教育文化映画賞（RKB映画社）キネマ旬報第3位
- 『離島・電力のかけ橋』(1983年)
- 『鬼すべ』(1983年)　第38回芸術祭 映画部門大賞（RKB映画社）キネマ旬報第1位
- 『新しい都市交通の主役』(1985年)
- 『架けるー本四橋児島・坂出ルート大ブロック架設の記録ー』(1987年)　第25回日本産業映画・ビデオコンクール大賞（山陽映画社）/日本ペンクラブ選考優秀映画選出ノンシアトリカル部門第1位
- 『ヘドロに築く大型基礎ー22万ボルト・木佐木線』(1987年)
- 『いどむーIDOMUーHONSHUーSHIKOKU BRIDGE』(1987年)　第28回国際産業映画・ビデオ祭国内大会金賞・D部門賞・外務大臣賞（山陽映画社）
- 『むすぶ　南備讃瀬戸大橋補剛桁架設』（山陽映画社）
- 『羽ばたけ未来へ　島根／忘れがたき故郷　とっとり風土記』（山陽映画社）
- 『エネルギーのかけ橋』（1988年）　第26回日本産業映画・ビデオコンクール 奨励賞（山陽映画社）
- 『ようこそ水島製鉄所へ』（1990年）　第28回日本産業映画・ビデオコンクール販売促進部門 最優秀賞（山陽映画社）
- 『映像評伝　仁科芳雄　現代物理学の父』（1991年）　第32回科学技術映像祭 科学技術庁長官賞（山陽映画社）
- 『映像評伝　朝永振一郎』（1995年）　第36回科学技術映像祭 科学技術庁長官賞(山陽映画社）/平成7年度年度キネマ旬報文化映画ベストテン第1位
- 『時代に燃えるーやまぐち風土記ー』（1996年）　第32回日本産業映画・ビデオコンクール 奨励賞（山陽映画社）
- 『アンブレラ工法ー舞子トンネル南工事大阪層群部の記録ー』（1996年）　第34回日本産業映画ビデオコンクール 産業映画・ビデオ賞（技術記録部門）（山陽映画社）
- 『サイエンスの証言ー理研80年ー』（1997年）　第38回科学技術映像祭 科学技術長官賞・日本産業映画・ビデオコンクール 文部大臣賞（山陽映画社）
- 『KURASHIKI～和洋の融合する街～』（1998年）　第36回日本産業映画ビデオコンクール 文部大臣賞（山陽映画社）
- 『ベンチャービジネスの源流ー研究成果を社会へー』（1999年）　第40回科学技術映像祭 科学時術長官賞（山陽映画社）
- 『サイクロトロン物語ー理研の核物理研究ー』（2000年）（山陽映画社）
- 『映像評伝 湯川秀樹』（2001年）
- 『道もなき道ふみわけて－女性科学者の100年－』（2007年）（山陽映画社）

## DVD
- 映像評伝　仁科芳雄ー現代物理学の父ー

## 没後
- 「逝ける映画人を偲んで 2019－2020　In Memory of Film Figures We Lost in 2019-2020　於国立映画アーカイブ」に『映像評伝　仁科芳雄　現代物理学の父』が上映される。